# Volet costal
El volet costal son una serie de fracturas costales que asientan en dos puntos diferentes de cada costilla y que abarcan por lo menos tres costillas. Es decir, son traumatismos costales escalonados que alteran la continuidad y la rigidez de la pared costal por lo que se pueden considerar como una fractura de la pared torácica. Ocasiona tórax inestable, a veces con graves consecuencias cardiorrespiratorias.

## Consecuencias fisiopatológicas
- Al perderse la rigidez de la pared torácica, la parte intermedia de la costilla que ha perdido el contacto se hunde y penetra en el tórax comprimiendo el pulmón, los grandes vasos, o el corazón, a los que puede lesionar.

- Puede no hundirse constantemente este fragmento, pero se mueve de una forma paradójica, dando lugar a la respiración paradójica.

## Tratamiento
- Compresión externa para evitar la respiración paradójica.
- Tracción continua hacia arriba, en decúbito contrario al afectado, para evitar la respiración paradójica. Esta técnica está casi en desuso.
- Estabilización neumática interna, es decir, intubar al paciente más respirador, obteniendo así la presión que queramos en el tórax.
- Osteosíntesis por medio de placas de Judet, grapas, agujas, etc.

- Datos: Q1061988
- Multimedia: Flail chest / Q1061988